# Asesinato de Rita Curran
Rita Patricia Curran (Brooklyn, Nueva York; 20 de julio de 1947 - Burlington, Vermont; 19 de julio de 1971) fue una joven estadounidense que fue asesinada cuando tenía 23 años. Su investigación quedó sin resolverse hasta medio siglo después, cuando los avances tecnológicos del ADN permitieron arrojar datos claves del mismo.

## Asesinato
En el verano de 1971, Curran acababa de mudarse por primera vez de casa de sus padres para vivir en un apartamento de Burlington (Vermont), con otras tres compañeras de piso, a las que no conocía bien. Curran era maestra de segundo grado y había empezado a cursar estudios de posgrado en la Universidad de Vermont, al tiempo que trabajaba durante los meses de verano como camarera en un motel local.
En la madrugada del 20 de julio de 1971, un compañero de piso llegó al apartamento y encontró el cadáver de Curran. Llegaron policías de Burlington y determinaron que la víctima había sido golpeada, agredida sexualmente y asfixiada. También encontraron pruebas de que Curran se había resistido ferozmente a su agresor, oponiendo una "lucha feroz".
Patrick Leahy, quien llegara a ser senador y presidente por tempore de la cámara alta, y era el fiscal del estado del condado de Chittenden en el momento del asesinato, dijo que había visto muchos crímenes horripilantes durante su etapa como fiscal, pero que la familia de Rita Curran permaneció en sus pensamientos durante años tras el asesinato de su hija.

## Investigación
Los agentes de policía recogieron pruebas en el lugar del crimen, entre ellas una colilla de cigarrillo encontrada cerca de su brazo. Entrevistaron a los vecinos del apartamento e investigaron "cientos de pistas". Entre las personas interrogadas había una pareja que vivía en un apartamento dos pisos por encima del de Curran en el momento del asesinato. El marido, William DeRoos, que tenía antecedentes penales, declaró que había estado en el apartamento con su mujer toda la noche y que no habían oído ni visto nada, declaración confirmada por su mujer, Michelle DeRoos. Finalmente, la policía no pudo identificar a un sospechoso.

### Sospechas sobre Ted Bundy
La ubicación del motel en el que trabajaba Curran era adyacente a la casa natal del asesino en serie Ted Bundy, el Hogar Elizabeth Lund para Madres Solteras. Las similitudes con escenas de crímenes conocidos de Bundy llevaron al agente retirado del FBI John Bassett a proponerlo como sospechoso. La hermana de Curran escribió a Bundy mientras estaba detenido en el corredor de la muerte de Florida para preguntarle si era responsable de la muerte de Curran. En respuesta, el FBI le informó de que Bundy se había negado a confirmar o negar su culpabilidad. No hay pruebas que sitúen firmemente a Bundy en Burlington en esas fechas, aunque los registros municipales señalan que una persona llamada "Bundy" fue mordida por un perro esa semana.
El detective Robert D. Keppel interrogó a Bundy, quien dijo que había asesinado a una joven en Burlington cuando estuvo allí en 1971 para obtener "información sobre su nacimiento". El 22 de enero de 1989, la víspera de su ejecución, Bundy negó ante el agente especial del FBI William Hagmaier cualquier implicación en el caso Curran.

## Duelo familiar
Según relató posteriormente el hermano de Curran, Tom, él y sus padres no tenían "trabajadores sociales ni consejeros especializados en duelo". Tenían el confesionario y las cuentas del rosario, dijo, y añadió: "Éramos una familia católica a la antigua, fuerte".

## Identificación del asesino
Un factor importante que permitió la resolución final del caso fue la "cuidadosa recogida y conservación" por parte de los distintos policías implicados en el caso de los objetos encontrados en la escena del crimen.
En 2014, el departamento de policía de Burlington envió a analizar el ADN todas las pruebas recogidas en la escena del crimen, incluida la colilla. Según el jefe de policía en funciones de Burlington, Jon Murad, el departamento "nunca dejó de buscar" justicia para la familia de la víctima. Aunque las pruebas compilaron un perfil de ADN de la persona que había fumado el cigarrillo, no coincidió con ningún perfil de las bases de datos compiladas por las fuerzas del orden de todo el país, posiblemente porque la persona no tenía una condena por delito grave.
En 2019, un nuevo equipo de detectives retomó el caso. El teniente detective James Trieb, en lugar de hacer que un solo detective trabajara solo en el caso, según la estrategia habitual del departamento, decidió que la policía trataría el crimen "como si acabara de cometerse", y trajo a un equipo de detectives y técnicos expertos para revisarlo y analizarlo. El equipo empezó a analizar de nuevo las pruebas, y envió la colilla para que se analizara el ADN mediante "genealogía genética", el proceso que combina pruebas genealógicas de ADN con métodos genealógicos tradicionales para inferir relaciones genéticas entre individuos.
Un experto externo en genealogía genética llegó entonces a la conclusión de que el ADN del cigarrillo tenía fuertes conexiones con parientes de William DeRoos (la persona que vivía cerca del apartamento de la víctima y que había sido interrogada por los detectives y alegado una coartada) tanto por parte paterna como materna. Los investigadores encontraron a un hermanastro vivo de DeRoos que proporcionó voluntariamente una muestra de ADN, y su muestra reforzó la conclusión de que el ADN del cigarrillo pertenecía a DeRoos. Por último, el ADN que quedaba en el abrigo desgarrado de Curran también coincidía con el de la colilla.
Según averiguó la policía, DeRoos y su mujer habían abandonado Vermont poco después del asesinato y se habían separado; en algún momento, se trasladó a Tailandia, donde se hizo monje budista. Entrevistada de nuevo por la policía, la ex mujer de DeRoos, que se había trasladado a Eugene (Oregón) y se había cambiado el nombre, dijo a los investigadores que había mentido acerca de que su marido había estado con ella toda la noche en su apartamento. El detective Thomas Chennette, que la entrevistó, dijo que no creía que ella supiera que su marido había matado a Curran, sino que lo estaba protegiendo porque estaban recién casados y obviamente enamorados y él tenía antecedentes penales.
Se estableció que DeRoos, fumador de cigarrillos, había discutido con su mujer la noche del 20 de julio y había salido a dar un paseo "para tranquilizarse". Al día siguiente, le dijo a su mujer, con la que llevaba dos semanas, que dijera a la policía que investigaba la muerte de Curran que nunca había salido de su apartamento, advirtiéndole de que sus antecedentes penales le convertirían "injustamente" en sospechoso de la muerte de ella.
Los detectives de Burlington también entrevistaron a una mujer de San Francisco que se había casado con DeRoos en 1974. Ella les dijo que él tenía una "inclinación" por los "arrebatos repentinos de violencia". Hubo al menos dos casos en los que se mostró violento con ella, dijo, uno de ellos cuando la pareja estaba hablando con una amiga y él sacó una navaja, apuñalando a la mujer en el abdomen "sin motivo alguno". 
Fue detenido, pero la mujer no presentó cargos. En otra ocasión, según ella, ambos estaban cenando cuando de repente él empezó a estrangularla sin motivo aparente, momento en el que ella le abandonó. DeRoos murió en 1983 a los 46 años como consecuencia de una sobredosis de drogas mientras se alojaba en un hotel de San Francisco (California).